# Realitate simulată (simulator)

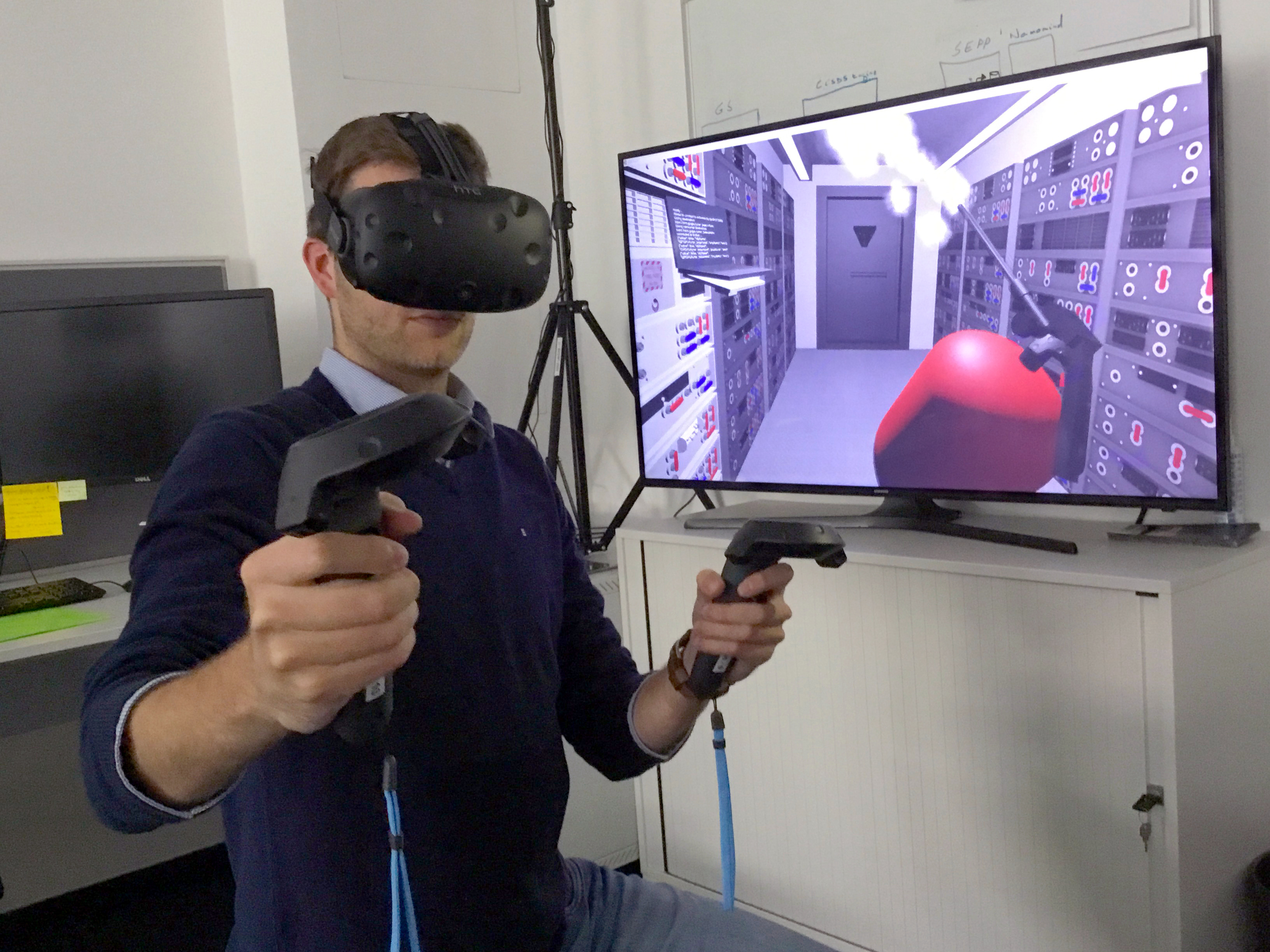
Un cercetător utilizând o cască de realitate virtuală într-o simulare a unui habitat de pe lună.

Realitatea simulată este o aproximare a realității creată într-o simulare, de obicei cu lucruri care sunt gândite să pară reale când, în realitate, nu sunt.
Majoritatea conceptelor care invocă o realitate simulată se referă la o anumită formă de simulare pe calculator, fie prin crearea unei realități virtuale care dă aspectul unei lumi reale, fie printr-un proces teoretic, precum încărcarea minții, în care o minte ar putea fi încărcată într-un simulator de pe calculator. Un „geamăn digital” este o simulare a unui lucru real, creat în scopuri precum testarea rezultatelor ingineriei.